# Doubravice (tvrz, okres Strakonice)
Doubravice u Volyně jsou tvrz ve stejnojmenné vesnice u Čestic v okrese Strakonice. Stojí na pravém břehu potoka Peklov v jižní části vesnice. Od roku 1963 je chráněna jako kulturní památka.

## Historie
Prvním známým majitelem vesnice byl Habrek z Doubravice připomínaný v letech 1251–1274. Jeho syn Vojtěch je zmiňován roku 1274 a Habrek z Doubravice, považovaný Augustem Sedláčkem za vnuka, se uvádí v letech 1317–1327. Z patnáctého století jsou známi z roku 1406 Markvart a Bohuněk z Doubravice. Posledním příslušníkem rodu, který roku 1468 v Doubravicích žil, byl Volf z Doubravice. Po něm panství získali vladykové z Čestic. Roku 1520 na tvrzi sídlil Václav z Čestic (nebo také Přech z Čestic), který spolu se Zdeňkem Malovcem přepadal kupce, a proto spojené vojsko měst Písek a Vodňany tvrz dobylo a vypálilo. Za způsobenou škodu dostal Václav náhradu 500 kop grošů od krále Ferdinanda I. Roku 1532 panství prodal Adamu Řepickému ze Sudoměře, od kterého ji spolu s Jetišovem a částí Střídky před rokem 1540 koupil královský prokurátor Vilém Přech z Čestic. Ve smlouvě je tvrz označena jako pustá.

## Stavební podoba
Na místě tvrziště se nachází sad. Z tvrze se zachovala zejména dvoupatrová hranolová věž, v jejímž druhém patře se nachází částečně dochovaný krb na Krakorcích. První patro osvětluje střílnovité okénko ve východní stěně. U věže se zachovala také část hradby a bašty.